# Dekonstruktivisme
Om begrebet af den franske filosof Jacques Derrida se artiklen Dekonstruktion
Dekonstruktivisme er en retning inden for arkitekturen hvor man opløser bygningsstrukturer i mindre bestanddele, som så genopbygges i nye sammenstillinger og danner nye strukturer.
Begrebet blev knyttet til arkitektur ved et samarbejde mellem den schweizisk-franske arkitekt Bernard Tschumi og den franske folosof Jacques Derrida.
I begyndelen af 1980'erne vandt Tschumi en arkitektkonkurrence om indretning af området i Paris med de gamle slagtehaller (abattoirs de la Villette) til et parkanlæg, Parc de la Villette, og som forberedelse havde han kontaktet Derrida der havde arbejdet med begrebet dekonstruktion.
En udstilling i 1988 på Museum of Modern Art i New York fik betydning for udbredelsen af dekonstruktivisme som arkitekturstil.

Deltagere i denne udstilling med tegninger, modeller og planer fra nylige projekter var Coop Himmelb(l)au, Peter Eisenman, Frank Gehry, Zaha Hadid, Rem Koolhaas, Daniel Libeskind og Bernard Tschumi.
Af danske arkitekter, der har eksperimenteret med dekonstruktiv arkitektur, kan nævnes Svend Axelsson med fornyelse af center ved Østerport Station 1989-91 og Søren Robert Lund med Arken Museum for Moderne Kunst ved Ishøj Strand fra 1996
| - Eksempler i Danmark - Søren Robert Lund: Arken Museum for Moderne Kunst ved Ishøj Strand, 1996 - Coop Himmelb(l)au: Musikkens Hus (Aalborg), 2001-14 |

| - Zaha Hadid: Tilbygning til Ordrupgaard, 2005 |